# Kanton Štrasburk-2
Kanton Štrasburk-2 (fr. Canton de Strasbourg-2) je francouzský kanton v departementu Bas-Rhin v regionu Grand Est. Tvoří ho pouze část města Štrasburk.